# Luchthaven Larnaca
Luchthaven Larnaca (Grieks: Διεθνής Αερολιμένας Λάρνακας, Turks: Larnaka Uluslararası Havaalanı) (IATA: LCA, ICAO: LCLK) is een internationale luchthaven gelegen op 4 km ten zuidwesten van de stad Larnaca. Larnaca International Airport is de belangrijkste internationale luchthaven van Cyprus. Hij is groter dan de luchthaven Paphos, die op de zuidwestelijke kust van het eiland ligt. De luchthaven heeft één passagiersterminal. De vertrekhal bevindt zich op de eerste verdieping, terwijl de aankomsthal zich op de begane grond van de luchthaven bevindt. Een tweede terminal, de "VIP-terminal", wordt gebruikt voor bezoeken van staatshoofden en andere hoogwaardigheidsbekleders, en voor enkele vrachtvluchten.
De terminal, die geopend is in november 2009, heeft een capaciteit van 7,5 miljoen passagiers per jaar.

## Van en naar de luchthaven
De luchthaven kan worden bereikt met de auto, per taxi en met het openbaar vervoer. Vanuit Limasol is er een shuttlebussysteem met 14 ritten per dag. Van Nicosia rijdt de shuttle maximaal 30 ritten per dag.

## Aantal passagiers[2]
| Jaar | Passagiers |
| ---- | ---------- |
| 2006 | 4.927.986  |
| 2007 | 5.284.159  |
| 2008 | 5.488.319  |
| 2009 | 5.169.224  |
| 2010 | 5.367.724  |
| 2011 | 5.507.552  |
| 2012 | 5.166.224  |
| 2013 | 4.863.577  |
| 2014 | 5.247.291  |
| 2015 | 5.330.914  |
| 2016 | 6.637.692  |